# Diogmites rufipalpis
Diogmites rufipalpis là một loài ruồi trong họ Asilidae. Diogmites rufipalpis được Macquart miêu tả năm 1838. Loài này phân bố ở vùng Tân nhiệt đới.